# Manuel Morales Pareja
Manuel Morales Pareja (Granada, 1864-Barcelona, 1932) fue un artista y político español. 

## Biografía
Nació en Granada. Sobrino de Hermenegildo Giner de los Ríos, debutó como tenor en el Teatro Novedades de Barcelona en 1895 con la Cavalleria rusticana de Pietro Mascagni. 
Se estableció entonces en Cataluña, donde colaboró con la Societat Coral Catalunya Nova, y en 1897 estrenó en Sitges la ópera en catalán La fada, de Enric Morera i Viura y Jaume Massó i Torrents. A la muerte de su padre, se retiró para dedicarse al negocio familiar de comercio de vinos, viajando por Italia y América. En 1905 se estableció definitivamente en Barcelona y en las elecciones municipales de 1908 formó parte de la candidatura del Partido Republicano Radical, con el que fue concejal del Ayuntamiento de Barcelona en 1909-1911 y en 1915, e incluso alcalde de Barcelona de enero de 1918 a junio de 1919. Durante la Segunda República Española fue nombrado delegado especial del gobierno republicano en el Consorcio de la Zona Franca.